# Bibio femoratus
Bibio femoratus är en tvåvingeart som beskrevs av Christian Rudolph Wilhelm Wiedemann 1820. Bibio femoratus ingår i släktet Bibio och familjen hårmyggor. Inga underarter finns listade i Catalogue of Life.